# Národní knihovna Norska
Norská národní knihovna (norsky: Nasjonalbiblioteket) patří k nejmladším národním knihovnám v Evropě. Byla založena v roce 1989. Předtím, od roku 1813, funkce národní knihovny plnila především knihovna Univerzity v Oslu. Národní knihovna sídlí v Oslu, velké úložiště má v Mo i Rana. Budova v Oslu byla postavena v roce 1914. Byla zrekonstruována a znovu otevřena v roce 2005 a teprve tehdy Norsko poprvé ve své historii zprovoznilo plně funkční národní knihovnu. Národní knihovna spravuje systém ISBN v Norsku a má právo povinného výtisku od všech vydavatelů v Norsku. V roce 2006 spustila projekt digitální knihovny. V říjnu 2012 zprovoznila webovou stránku Bokhylla. Při spuštění nabízela 104 000 knih online z odhadovaných 250 000 knih vydaných v Norsku před rokem 2000. Kvůli omezením autorských práv Bokhylla aplikuje blokování IP adres tak, aby některé knihy byly dostupné pouze pro norské uživatele. O přístup mimo norský IP-prostor musí uživatelé požádat prostřednictvím speciálního formuláře. V roce 2013 stránka zaznamenala 51 milionů zobrazení. Knihovna též ve svých prostorách nabízí dvě stálé výstavy, jednu věnovanou osvícenství, druhou kulturní historii Norska.